# Juan Lamillar
Juan Lamillar (Sevilla, 1957) es un poeta y escritor español.

## Biografía
Realizó estudios universitarios de Filología Hispánica en la Universidad de Sevilla. Ha escrito 10 libros de poemas y obtenido los premios Luis Cernuda, Vicente Núñez y Villa de Rota de poesía.
Asimismo, ha colaborado en la reedición de la obra de Joaquín Romero Murube, realizando una biografía de este poeta sevillano injustamente maltratado por la crítica.
También ha sido el encargado de realizar la selección de artículos literarios firmados por el escritor José María Pemán que constituyen el libro Siluetas literarias.
Escribe de forma habitual en diferentes revistas literarias, en La otra Abisinia (1998) reunió textos sobre música y literatura y en El desorden del canto (2000) recogió escritos de diverso tono dentro de la poesía española contemporánea.
Su obra se caracteriza por su clasicismo, musicalidad y la recurrencia de determinados motivos como el amor y la misma poesía.

## Obra

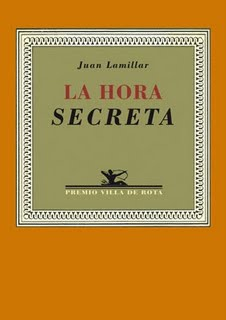
Llega descalza, sin hacer ruido,/ a las tranquilas playas de la tarde

### Poesía
- Muro contra la muerte (1982).

- Interiores (1986).

- Música oscura (1989). Premio Luis Cernuda.

- El arte de las sombras (1991).

- Los días más largos (1993). Premio Vicente Nuñez.

- El paisaje infinito (1997).

- Las lecciones del tiempo (1998).

- El fin de la magia (2006).

- La hora secreta (2008). Premio Villa de Rota.[3]

- Entretiempo (2009).[4]

- La nieve roja (2008-2011). Colección Calle del Aire. Sevilla, 2021.
- Ley de fugas (2024).

### Otros géneros
- La otra Abisinia, 1998 (Ensayo).

- El desorden del canto, 2000 (Ensayo).

- Joaquín Romero Murube. La luz y el horizonte, 2004 (Biografía).

- Cervantes y Sevilla, 2005. En esta obra se realiza un recorrido por la Sevilla que vivió Miguel de Cervantes en el siglo XVI, destacando lo que significó la ciudad para el escritor, pretende ser entre otras cosas una guía para quien desee recorrer los lugares cervantinos de Sevilla.

- A Luis Cernuda, desde Sevilla 1963-2013. Obra sobre la figura de Luis Cernuda en la que participan 7 escritores y la pintora Carmen Laffon, autora de las litografías.

- Las formas del regreso (2005-2007)
- Notas sobre Venecia, 2017 (Ensayo). "He querido combinar, pues, citas literarias, comentarios sobre algunas pinturas, evocación de personajes, de momentos históricos de la ciudad, anécdotas personales; hay un vago orden cronológico, pero he preferido ir mezclando los diversos motivos para dar al volumen un cierto aire de caleidoscopio".[5]

## Reconocimientos
- Premio Internacional de Poesía "Luis Cernuda" (Excmo. Ayuntamiento de Sevilla)
- Premio Nacional de Poesía "Vicente Núñez" (Excma. Diputación de Córdoba,1992)
- IX Premio de Poesía "Villa de Rota" (Excmo. Ayuntamiento de Rota, Cádiz)